# Orsanmichele
De Orsanmichele is een kerkgebouw aan de Via Calzaiuoli in Florence. Het gebouw kent een, voor een kerkgebouw, excentrieke vorm: het bestaat uit een drie verdiepingen hoge kubus.

## Geschiedenis
Naamgeving: de oorspronkelijke kapel 'San Michele in Orto' (St. Michael in de tuin) werd gebouwd in het jaar 750 en stond in de moestuin van een benedictijnenklooster tot 1240. De naam is later verbasterd tot het huidige Orsanmichele. De kerk werd in 1240 door de commune afgebroken om plaats te maken voor een graanbeurs, waarvoor in 1284 een loggia werd gebouwd. In 1291 werd  de broederschap van Orsanmichele opgericht ter ere van een Maria-paneel dat aan een van de pilaren van de graanbeurs hing en dat wonderen zou hebben verricht. De loggia en het paneel werden in 1304 verwoest door een door de Zwarte Welfen aangestoken brand. Talenti liet tussen 1337 en 1357 het huidige gebouw optrekken, bestaande uit een loggia met daarboven 2 verdiepingen voor graanopslag. Sommige pilasters bevatten nog steeds kokers om het graan van de eerste verdieping naar de begane grond te laten stromen.
Leden, die door de pestepidemie van 1348 overleden, lieten 350.000 gouden florijnen na. Hiervan  reserveerde de broederschap 86.000 voor een nieuw tabernakel, waarvoor Andrea Orcagna de opdracht kreeg. In 1367 werd besloten de begane grond wederom in te richten als kapel. Talenti's zoon kreeg in 1367 de opdracht de open arcades met ramen dicht te maken en, alhoewel men ze later met bakstenen opvulde, is de originele tracering nog duidelijk zichtbaar. De arcaden werden voorzien van fraaie lunetten. Toen in 1380 de graanmarkt naar een nieuwe bestemming verhuisde, stelde men de volledige benedenverdieping ter beschikking van de eredienst. 

## Gebouw

Plattegrond Orsanmichele

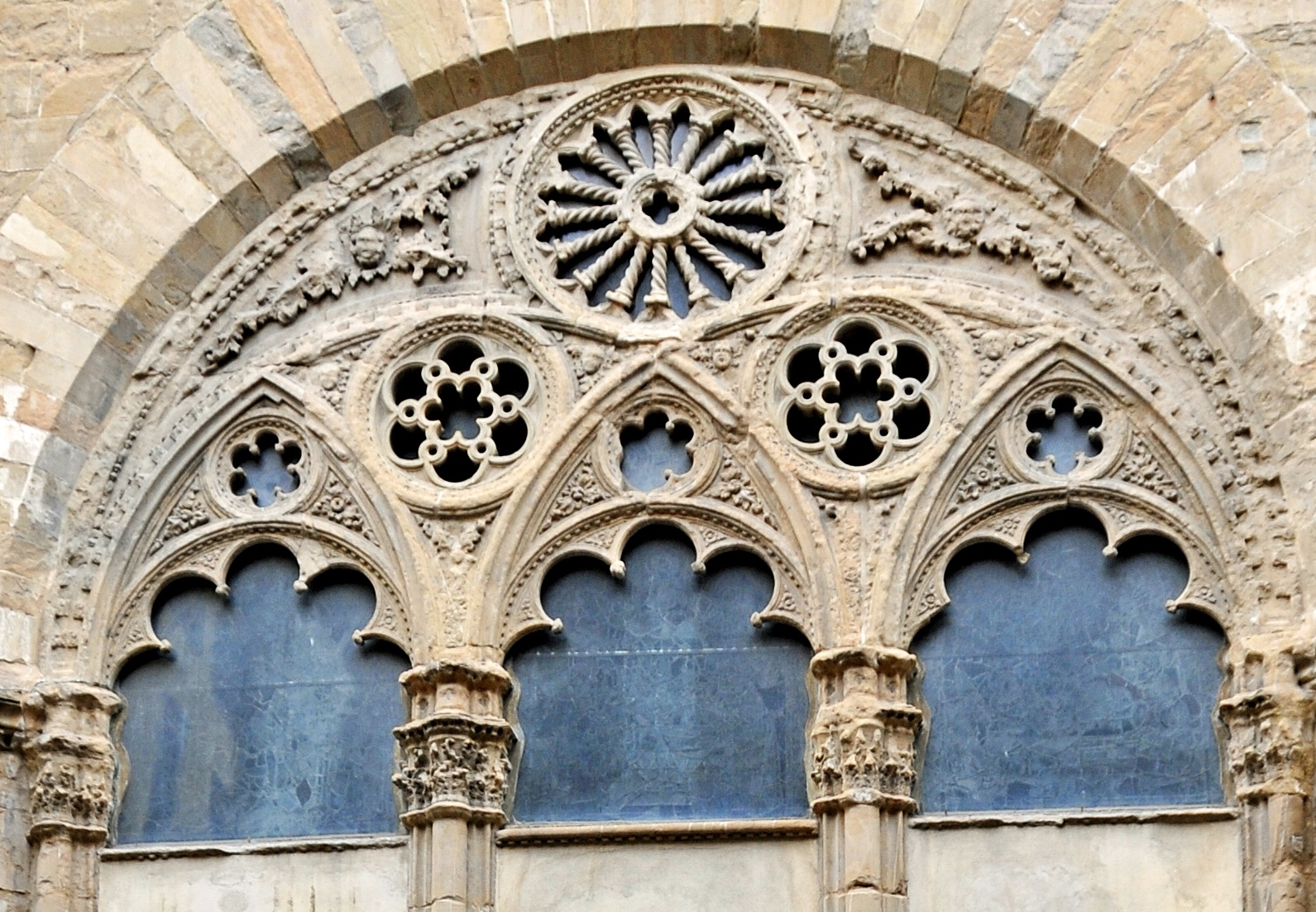
lunette boven ingang aan de Via del Calzaiuoli; een fraai voorbeeld Florentijns Gotische stijl

Het gebouw heeft een rechthoekige grondvorm. Beide beuken met elk 3 traveeën worden worden gesteund door 10 pilaren aan de buitenkant en 2 pilaren in het gebouw zelf. De begane grond en de eerste verdieping zijn gewelfd; de tweede verdieping niet. De pilaren aan de buitenkant hebben nissen om beelden in te zetten. In 1339 werden de gilden (Arti) per decreet verplicht de nissen aan de buitenkant van het gebouw te voorzien van beelden van hun patroonheiligen. Elke pilaar heeft boven de nis een tondo waarin gebruiksvoorwerpen of karakteristieken getoond worden van het betreffende gilde. Elk van de arcaden van de vroegere loggia bevat 3 boogvensters waarboven roosvensters met bloem- en bladmotieven en elkaar snijdende bogen in de lunetten. De eerste en tweede verdieping zijn voorzien van tweelingvensters in gotische stijl. De dakrand hangt over en is fraai versierd.
De hoofdingang van het gebouw ligt aan de Via dell'Arte della Lana. Daartegenover ligt het paleis van het wolgilde (Palazzo dell'Arte della Lana). Aan de andere kant van het gebouw, aan de Via del Calzaiuoli (kousenmakers), is ook een ingang, tegenover de kerk: San Carlo dei Lombardi. De eerste verdieping is te bereiken via de naastgelegen Palazzo dell'Arte della Lana.

## Exterieur
Onderstaand de beelden in de nissen van de externe pilaren.
| Nis | Beeld | Omschrijving                    | Beeldhouwer                       | Ontstaan             | Gilde                         |
| --- | ----- | ------------------------------- | --------------------------------- | -------------------- | ----------------------------- |
| 1   |       | apostel Matteüs                 | Lorenzo Ghiberti                  | 1419-1423            | Geldwisselaars                |
| 2   |       | H. Stefanus                     | Lorenzo Ghiberti                  | 1427-1428            | Wol                           |
| 3   |       | H. Eligius                      | Nanni di Banco                    | 1417-1421            | Smeden                        |
| 4   |       | Marcus, evangelist              | Donatello                         | 1411-1413            | Linnenwevers en -handelaars   |
| 5   |       | H. Jakobus de Meerdere          | Niccolò di Pietro Lamberti (?)    | 1410-1422            | Bontwerkers                   |
| 6   |       | Madonna met de Roos             | Piero di Giovanni Tedesco (?)     | 1399                 | Artsen en specialisten        |
| 7   |       | apostel Johannes                | Baccio da Montelupo               | 1515                 | Zijdehandelaars en edelsmeden |
| 8   |       | Johannes de Doper               | Lorenzo Ghiberti                  | 1412-1416            | Lakenwevers en -handelaars    |
| 9   |       | Christus en de ongelovige Tomas | Andrea del Verrocchio             | 1467-1483            |                               |
| 10  |       | Lucas, evangelist               | Giambologna                       | 1597-1602            | Rechters, notarissen          |
| 11  |       | H. Petrus                       | Filippo Brunelleschi en Donatello | 1408-1413            | Slagers                       |
| 12  |       | apostel Filippus                | Nanni di Banco                    | 1410-1412            | Kousenmakers                  |
| 13  |       | 4 gekroonde heiligen            | Nanni di Banco                    | 4 gekroonde heiligen | steenhouwers en houtbewerkers |
| 14  |       | H. Joris                        | Donatello                         | 1416-1417            | wapensmeden                   |

Enige details over de beelden:
- het beeld van Johannes de Doper van Ghiberti, dat in 1416 voor de Arte di Calimala is gemaakt, is het eerste levensgroot beeld dat in brons gegoten werd sinds de Oudheid. Verder maakte Ghiberti Sint Stefaan, de patroon van de wolhandel en Sint Mattheus, de patroon van de geldwisselaars.
- Donatello maakte het beeld van Sint Joris in 1417 voor het gilde der wapensmeden met een predella waarop we de heilige de draak zien verslaan. Het is een van de eerste werken waarbij van perspectief gebruik werd gemaakt. Ook het beeld van Sint Pieter wordt hem toegeschreven. Daarnaast maakte de kunstenaar het beeld St Marcus, waarvan Michelangelo gezegd zou hebben: "Als de heilige Marcus er zo uitgezien heeft, moet men elk woord wat hij geschreven heeft geloven!"
- Nanni di Banco leverde de Vier gekroonde heiligen voor het gilde van de steenhouwers en schrijnwerkers. Hier zijn de volgende beroepen uitgebeeld: metselaar, steenhouwer, architect en beeldhouwer.[3]
- van Andrea del Verrocchio is er De twijfel van de heilige Thomas, een werk dat hij niet maakte op verzoek van een gilde, maar van de handelsrechtbank (Sei di Mercanzia). Zoals een ongelovige Thomas wilden de rechters, vooraleer ze een uitspraak deden, zeker zijn van hun beslissing!

In de huidige nissen staan kopieën van de beelden; de originele beelden zijn te zien in het museum van Orsanmichele. Uitzonderingen zijn Lucas (evangelist) en St. Joris; het origineel hiervan staat in het Bargello. Een aantal van de geglazuurde tondo's boven de nissen is vervaardigd door Luca della Robbia.

## Interieur

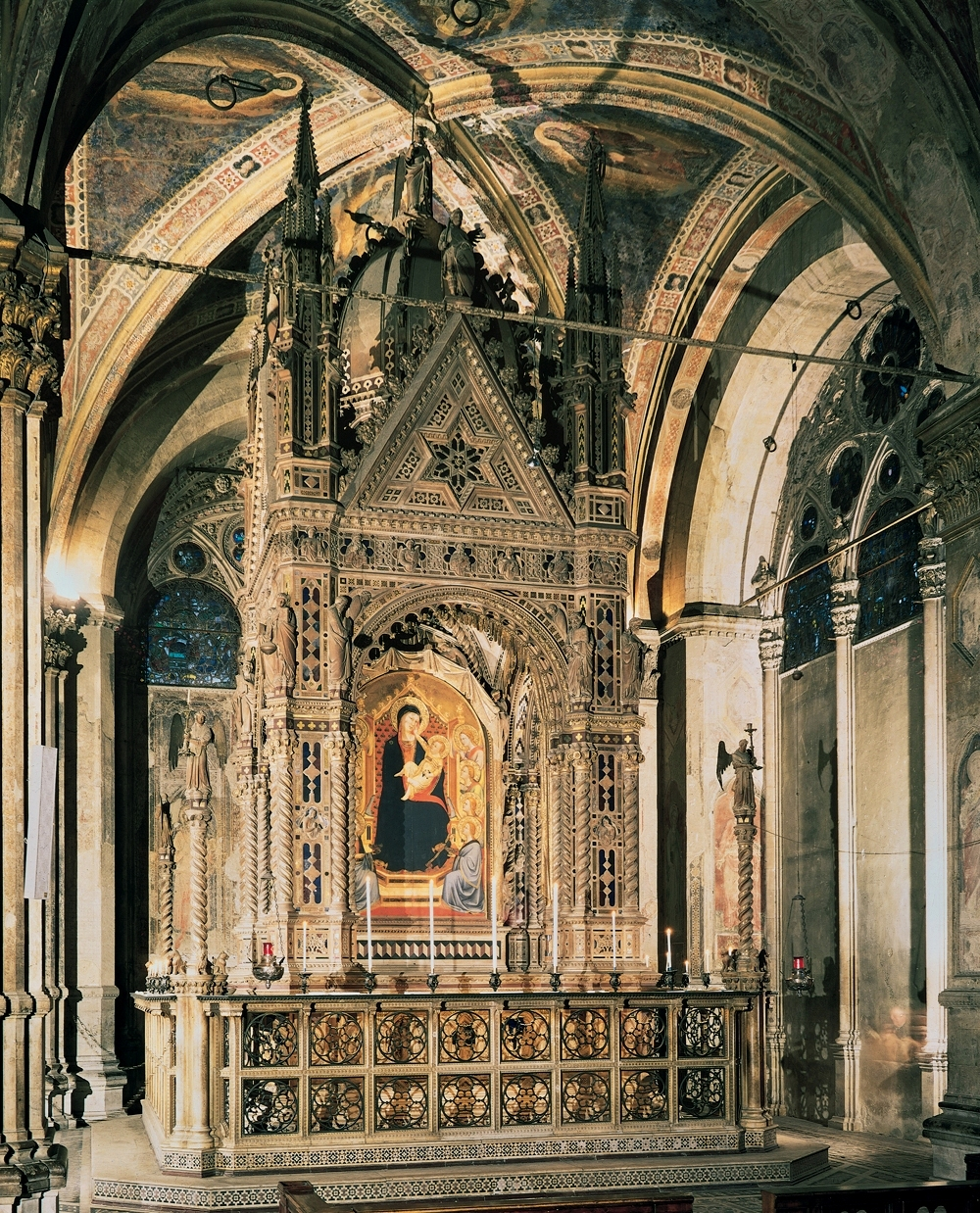
Het uitbundige tabelnakel van Andrea Orcagna met het schilderij Moeder met Kind van Bernardo Daddi

De fresco's, die ook in de 14e eeuw gemaakt zijn, zijn in 1770 met een laag witkalk bedekt toen de middeleeuwse afbeeldingen beschouwd werden als barbaars geknoei. Dit werd in 1864 deels ongedaan gemaakt; vandaar dat de fresco's in een bijzonder slechte staat verkeren.
In de pilaren van de noordwand zijn de openingen voor het storten van graan nog te zien.
In de rechterbeuk staat het altaar van de Madonna delle Grazie, waarop het tabernakel van bewerkt marmer, dat tussen 1355 en 1359 door Andrea Orcagna vervaardigd is. Dit tabernakel is een voorbeeld van de Florentijns Gotische stijl. Aan de voorzijde staat het schilderij 'Moeder met Kind' dat tijdens de pestepidemie van 1348  geschilderd is door Giotto's leerling Bernardo Daddi. Schilderij en tabernakel stonden tot 1367, toen de loggia werd dichtgemetseld, in de buitenlucht.
Op de achterkant van het tabernakel bevindt zich een reliëf dat De dood en de hemelvaart van Maria verbeeldt.
Santa Maria del Fiore (Duomo) · San Lorenzo · Santa Maria del Carmine · Santa Maria Novella · Santa Croce · Orsanmichele · San Miniato al Monte · Santo Spirito